# 33.º distrito congresional de California
El 33.º distrito congresional es un distrito congresional que elige a un Representante para la Cámara de Representantes de los Estados Unidos por el estado de California. Según la Oficina del Censo, en 2011 el distrito tenía una población de 642 284 habitantes. Actualmente el distrito está representado por el demócrata Ted Lieu.

## Geografía
El 33.º distrito congresional se encuentra ubicado en las coordenadas 34°02′49″N 118°47′00″O / 34.0469908, -118.7832508.

## Demografía
Según la Oficina del Censo de los Estados Unidos, en 2011 había 642 284 personas residiendo en el 33.º distrito congresional. De los 642 284 habitantes, el distrito estaba compuesto por 239 747 (37.3%) blancos; de esos, 224 821 (35%) eran blancos no latinos o hispanos. Además 167 138 (26%) eran afroamericanos o negros, 2 481 (0.4%) eran nativos de Alaska o amerindios, 85 220 (13.3%) eran asiáticos, 1 181 (0.2%) eran nativos de Hawái o isleños del Pacífico, 141 413 (22%) eran de otras razas y 20 030 (3.1%) pertenecían a dos o más razas. Del total de la población 234 184 (36.5%) eran hispanos o latinos de cualquier raza; 133 705 (20.8%) eran de ascendencia mexicana, 1 790 (0.3%) puertorriqueña y 1 866 (0.3%) cubana. Además del inglés, 4 560 (34%) personas mayor a cinco años de edad hablaban español perfectamente.
El número total de hogares en el distrito era de 250 660 y el 53.5% eran familias en la cual el 24.9 tenían menores de 18 años de edad viviendo con ellos. De todas las familias viviendo en el distrito, solamente el 31.3% eran matrimonios. Del total de hogares en el distrito, el 5.9 eran parejas que no estaban casadas, mientras que el 0.9% eran parejas del mismo sexo. El promedio de personas por hogar era de 2.49. 
En 2011 los ingresos medios por hogar en el distrito congresional eran de US$40 930, y los ingresos medios por familia eran de US$73 388. Los hogares que no formaban una familia tenían unos ingresos de US$112 965. El salario promedio de tiempo completo para los hombres era de US$35 831 frente a los US$36 728 para las mujeres. La renta per cápita para el distrito era de US$25 992. Alrededor del 19.1% de la población estaban por debajo del umbral de pobreza.